# Cologno Monzese
Cologno Monzese – miasto i gmina we Włoszech, w regionie Lombardia, w prowincji Mediolan.
Według danych na rok 2004 gminę zamieszkiwało 47 295 osób, 5911,9 os./km².